# ヴァズゲン・サルキシャン

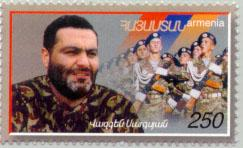
切手に描かれたヴァズゲン・サルキシャン

ヴァズゲン・サルキシャンの署名

ヴァズゲン・サルキシャン（アルメニア語: Վազգեն Սարգսյան, 1959年3月5日 - 1999年10月27日）は、アルメニアの政治家で元首相。名はワスゲン、姓はサルグシャンとも表記される。

## 人物
1959年、アルメニア・ソビエト社会主義共和国アララト地方生まれ。1988年のナゴルノ・カラバフ戦争では義勇兵を率い、アルメニア共和国軍の建軍にも尽力した。アルメニア国民の英雄、ナゴルノ・カラバフの英雄。アルメニア共和党所属。
国防相を務めた後、大統領のロベルト・コチャリャンより首相に任命されたが、1999年10月27日に武装グループ5人が国民議会ビルに乱入し、ヴァズゲンを含む政治家多数を射殺。他の議員も翌日まで人質となった（アルメニア議会銃撃事件）。この事件では、コチャリャン大統領がグループの声明文をテレビ放送するということを条件に、グループが投降し収束した。後任首相にはヴァズゲンの弟であるアラム・ザヴェニ・サルキシャンが就いた。
アルメニア国民は、彼の業績を称えて名誉称号「スパラペト」を与えた。2000年にはエレバンとナゴルノ・カラバフの通り、学校、部隊、軍事大学等の名称に彼の名前が付けられた。

## 来歴
- 1959年3月5日：アララト地方に生まれる。
- 1979年：アルメニア体育大学を卒業。
- 1979年 - 1983年：故郷の中学校の体育教師
- 1983年 - 1986年：アララト・セメント工場のコムソモール書記
- 1986年 - 1989年：「ガルン」誌編集部の評論課主任
- 1990年 - 1992年：義勇兵部隊「エルクラパ」隊長、国防・内務問題担当アルメニア最高会議常任委員会議長
- 1992年 - 1993年：初代アルメニア国防相に任命。国防問題担当大統領補佐官、沿国境地帯大統領代表
- 1993年 - 1995年：国務大臣
- 1995年 - 1999年：国防相
- 1998年：アルツァーフ (ナゴルノ・カラバフ) 英雄称号、金鷲勲章を受章。
- 1999年6月 - 10月：首相
- 1999年10月27日：国会議事堂で暗殺。エラブルール国立墓地に埋葬。死後、アルメニア国民英雄称号を受賞。